# Italo Tajo
Italo Tajo (ur. 25 kwietnia 1915 w Pinerolo, zm. 29 marca 1993 w Cincinnati) – włoski śpiewak operowy, bas.

## Życiorys
Ukończył konserwatorium w Turynie, w mieście tym miał też w 1935 roku miejsce jego debiut sceniczny (Fafner w Złocie Renu Richarda Wagnera). W 1936 roku został ściągnięty przez Fritza Buscha na festiwal operowy w Glyndebourne, gdzie wystąpił jako Bartolo w Weselu Figara W.A. Mozarta. W latach 1939–1948 występował w operze w Rzymie, gdzie w 1942 roku kreował rolę Doktora we włoskiej premierze Wozzecka Albana Berga. W latach 1940–1941 i 1946–1956 śpiewał w mediolańskiej La Scali. W 1946 roku w Chicago miał miejsce jego amerykański debiut. W 1947 roku śpiewał na festiwalu w Edynburgu. W 1948 roku jako Basilio w Cyruliku sewilskim Gioacchino Rossiniego debiutował na deskach Metropolitan Opera w Nowym Jorku, z którą związany był następnie do 1950 roku i ponownie w latach 1976–1991. W latach 1948–1950, 1952–1953 i 1956 śpiewał także w operze w San Francisco. Od 1966 roku prowadził klasę śpiewu w szkole muzycznej przy University of Cincinnati. Po raz ostatni wystąpił na scenie w 1991 roku jako Zakrystianin w Tosce Giacomo Pucciniego.
Jego repertuar operowy obejmował ponad 80 partii. Specjalizował się zarówno w rolach dramatycznych, jako i buffo. Brał udział w wykonaniach oper kompozytorów współczesnych, m.in. Milhauda, Malipiera, Nono i Pizzettiego. Dokonał licznych nagrań płytowych.